# 메클렌부르크 대관구
메클렌부르크 대관구 또는 1937년까지의 명칭인 메클렌부르크-뤼베크 대관구는 1933년부터 1945년까지 메클렌부르크슈베린 자유주와 메클렌부르크슈트렐리츠 자유주에 있었던 나치 독일의 대관구이다. 그 이전인 1926년부터 1933년까지는 나치당의 지역 조직 중 하나였다.

## 역사
원래 나치의 대관구(Gau) 조직은 1926년 5월 22일 나치당 회의에서 지역당 조직 구조 개선을 목적으로 창립한 구역이었다. 이후 1933년 나치가 독일의 권력을 장악하면서 독일의 주 단위 행정구역이 당의 대관구 행정구역으로 대체되었다.
각 대관구를 지휘하는 대관구지휘자는 점점 더 권력이 세지면서 제2차 세계 대전 이후에는 외부에서 거의 간섭을 받지 않았다. 지역 대관구지휘자는 정당 행정 뿐 아니라 정부 직책에도 관여하여 선전 감시 등 다양한 작전을 수행했으며, 1944년 9월 이후에는 국민돌격대 소집과 각 대관구 방어작전 역할도 맡았다.
메클렌부르크 대관구의 대관구지휘자는 헤르베르트 알브레히트 한명이였다. 다만 1930년부터 1931년 사이 8개월간 잠시 직위가 정지된 적이 있었다. 알브레히트는 전후 체포되어 전쟁범죄 혐의로 1948년 군사법정에서 사형선고를 받고, 그 해 사형당했다.